# Jonah Blacksmith
Jonah Blacksmith er et dansk folk-rock band bestående af brødrene Simon Alstrup og Thomas Alstrup, fætteren Lasse Alstrup samt Søren Bigum, Søren Poulsen, Thor Kortegaard og Jon Bisgaard Kjeldsen.

## Historie
Jonah Blacksmith er opkaldt efter brødrenes bedstefar Johannes Alstrup, der var smed i den lille by Koldby i Thy. Bandet har udgivet tre studiealbum i form af debuten Northern Trail i 2014 samt et selvbetitlet album i 2017. 23. oktober 2020 udgave bandet sit tredje studiealbum 'Brothers'.
Fredag d. 15. oktober 2021 udgav bandet singlen House On Fire, der 22. april året efter blev fulgt op af singlen Secrets In The Water. Begge sange var at finde en EP, bandet udgav i februar 2023. Også dén bar navnet "House On Fire".
Bandet har herudover udgivet live-albummet "Twenty Seventeen" i 2017.
Jonah Blacksmith har sammen med Caroline Castell lavet titelsangen til DRs julekalender 2024 Tidsrejsen 2.

## Diskografi

### Album
- 2014 – Northern Trail
- 2017 – Jonah Blacksmith
- 2020 – Brothers

### Live Album
- 2017 – Twenty Seventeen

### EP'er
- 2023 - House On Fire